# 启明女校旧址

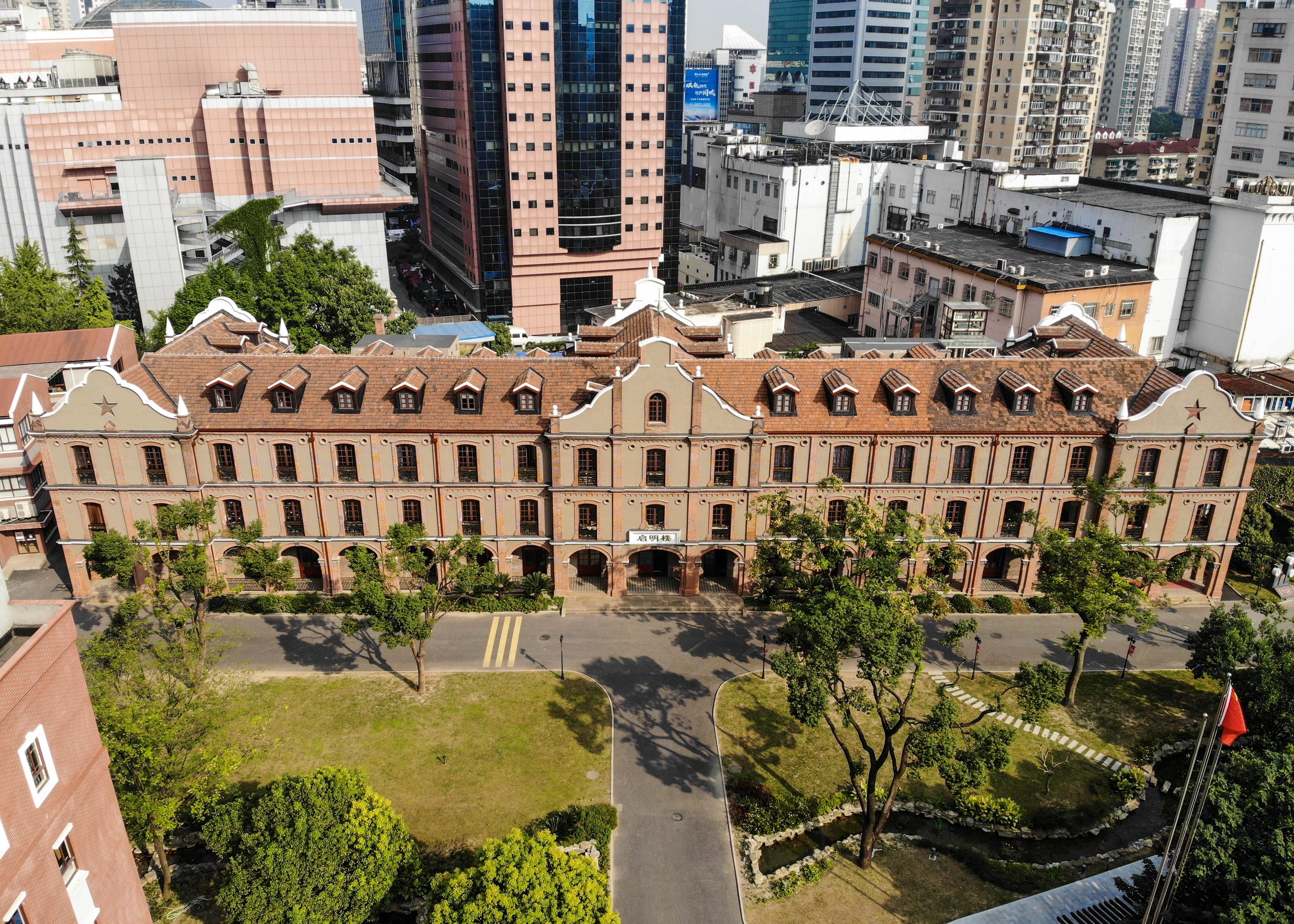

启明女校旧址是中国上海市的一座历史建筑，位于徐汇区徐家汇街道天钥桥路100号。现上海市第四中学（原启明女校)校园内，建于1917年。
启明女校是天主教拯亡会修女开办的一所女校，属于徐家汇圣母院。1951年，启明女校由市政府接管，1952年改为上海市第四女子中学。1966年文革开始后招收男生，改为上海市第四中学。
启明女校大楼为1917年落成，高三层，法国文艺复兴建筑风格。
2014年4月4日，启明女校旧址列为第八批上海市文物保护单位。